# رود تست
رود تست (انگلیسی: River Test) یک جویبار گچ فرنگی است که در شهرستان همپشر، جنوب انگلستان قرار دارد. این جویبار از دهکده اش نزدیک بیزینگ‌استوک سرچشمه می‌گیرد و با طی مسیر ۴۰ مایل (۶۴ کیلومتر) به سمت جنوب به ساوت‌همپتون واتر می‌ریزد. شهرک رومزی و روستای استوک‌بریج در مسیر این رود قرار گرفته‌اند.